# Pleozytose
Eine Pleozytose ist eine krankhafte Vermehrung von Zellen im jeweiligen Medium. Oftmals ist damit die Pleozytose von kernhaltigen Zellen im Liquor cerebrospinalis gemeint. Eine Erhöhung von kernlosen Erythrozyten im Liquor wird nicht als Pleozytose bezeichnet.
Zwei Methoden werden genutzt, um die Zahl der Zellen zu bestimmen. Erstens können die Zellen manuell mittels Lichtmikroskopie ausgezählt werden. Zweitens kann die Zellzahl lichtmikroskopisch mit der Fuchs-Rosenthal-Kammer bestimmt werden. Diese optische Zählhilfe besteht aus 16 Zählkammern mit je 3 µl Liquor, womit sich nach Auszählung das Ergebnis Zellzahl pro Zählkammer, also Zellzahl pro 3 µl Liquor ergibt. Die Zellzahl wird dann als Drittelzellen angeben, um auf die Normierung auf 3 µl hinzuweisen. 12 Drittelzellen sind dann beispielsweise 4 Zellen/µl. Labore geben aktuell nur die auf einen Mikroliter normierte Zellzahl an. Automatisierte Systeme der Auszählung wurden entwickelt, werden aber von der Deutsche Gesellschaft für Neurologie und der Deutsche Gesellschaft für Liquordiagnostik und Klinische Neurochemie nicht empfohlen.
Eine Zellkonzentration größer 4 pro µl gilt als pathologisch im Liquor cerebrospinalis, der lumbal gewonnen wurde. Eine Pleozytose von 5 bis 30 Zellen/µl gilt als Reizpleozytose und hat eine Vielzahl möglicher Ursachen. Eine Pleozytose größer 30/µl wird als signifikant bezeichnet und deutet auf eine akute, erregerbedingte Entzündung hin.
Nach der Zählung der Zellen schließt sich eine genaue zytologische Differenzierung der Zellen an. Bei akuten entzündlichen Prozessen durch Bakterien liegen vermehrt Granulozyten vor mit einer Pleozytose über 500/µl, bei Viren und Mykosen und chronischen Prozessen hingegen eher Lymphozyten mit einer Pleozytose bis 500/µl. Eosinophile Granulozyten kommen bei parasitären Infektionen vor.